# Adelheidstraße 7 (Quedlinburg)

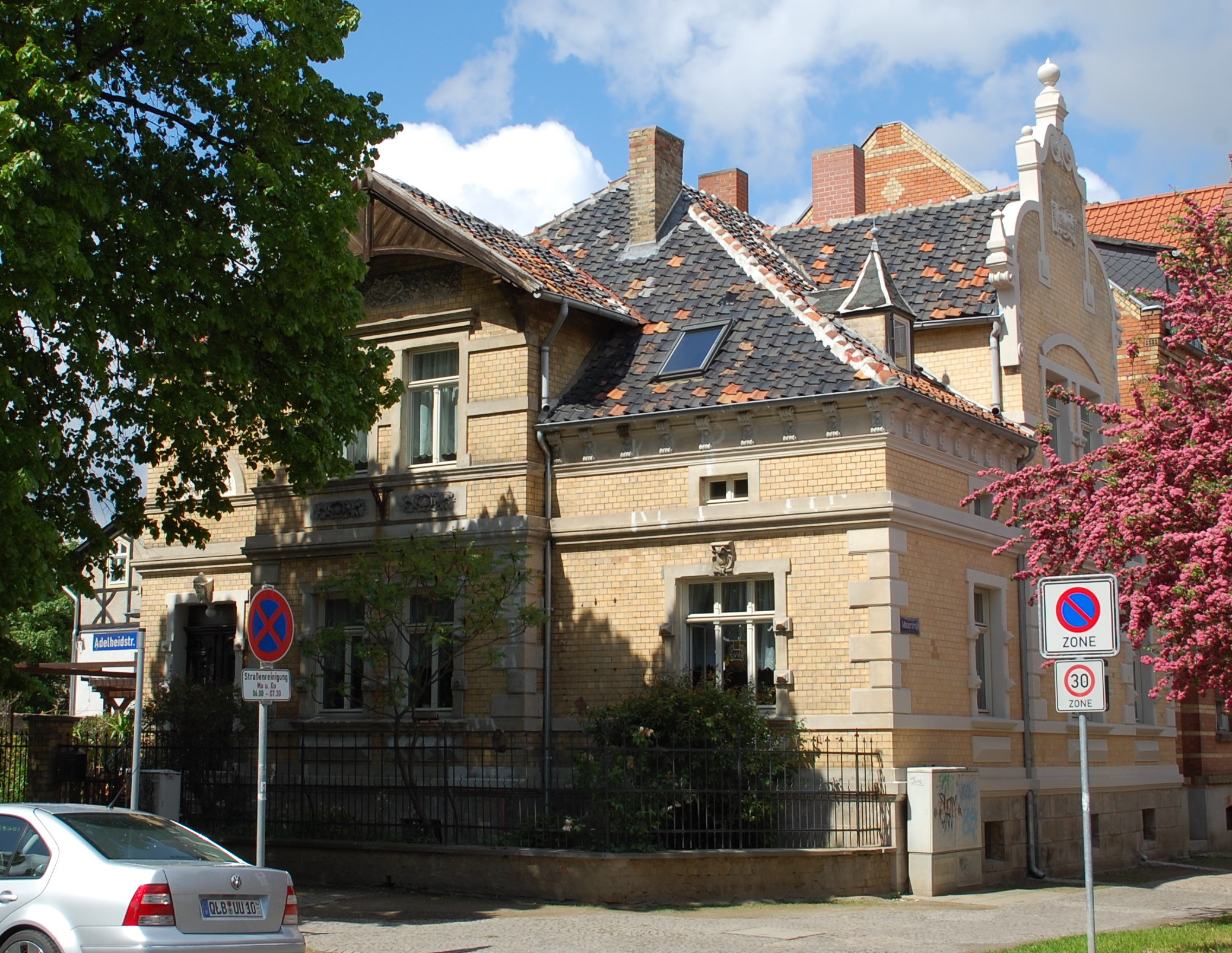
Adelheidstraße 7

Das Haus Adelheidstraße 7 ist eine denkmalgeschützte Villa in der Stadt Quedlinburg in Sachsen-Anhalt.

## Architektur und Geschichte
Die als Klinkerbau errichtete Villa befindet sich an der Einmündung der Mauerstraße auf die Adelheidstraße und ist im örtlichen Denkmalverzeichnis als Villa eingetragen. Die Ecklage spiegelt sich in der unterschiedlichen Gestaltung der Fassaden des 1899 errichteten Hauses wider. Zur Mauerstraße hin verfügt das Gebäude über einen Segmentbogengiebel, der die Gestaltung der in geschlossener Bauweise errichteten Mauerstraße Rechnung trägt. Die zur nur locker bebauten Adelheidstraße weisende Fassade entspricht der eines Landhauses. Hier ist dem Haus auch ein Vorgarten vorgelagert.